# Ioan de Camillis
Ioan Iosif de Camillis (n. 7 decembrie 1641, Insula Chios, Imperiul Otoman – d. 22 august 1706, Eperjes, Districtul Szentes, Csongrád-Csanád, Ungaria) a fost un episcop al Eparhiei de Muncaci.

## Galerie de imagini

Catehismul lui Camillis (Katekismuș sau învățătură creștinească), Tipografia Academiei din Sâmbăta Mare, 1726.